# Nađa Ninković
Nađa Ninković; serbs. Нађа Нинковић; (ur. 1 listopada 1991 w Belgradzie) – serbska siatkarka, reprezentantka kraju, grająca na pozycji środkowej. 

## Sukcesy klubowe
Liga serbska:
- 2010, 2011
- 2008, 2009
- 2007

Puchar CEV:
- 2010, 2019, 2023[4]
- 2008

Puchar Serbii:
- 2010, 2011

Superpuchar Szwajcarii:
- 2011

Puchar Szwajcarii:
- 2012, 2013, 2014, 2015

Liga szwajcarska:
- 2012, 2013, 2014, 2015

Klubowe Mistrzostwa Świata:
- 2015

Puchar Rumunii:
- 2017, 2019, 2022[5]

Liga rumuńska:
- 2017, 2019, 2020, 2022[6], 2023[7]

Puchar Brazylii:
- 2018

Liga polska:
- 2021

Superpuchar Rumunii:
- 2021

## Sukcesy reprezentacyjne
Mistrzostwa Europy Kadetek:
- 2007

Liga Europejska:
- 2009, 2011
- 2012

Grand Prix:
- 2011, 2013

Mistrzostwa Europy:
- 2011

## Sukcesy indywidualne
- 2009: Najlepsza blokująca Ligi Europejskiej